# Млинкі (Мазовецьке воєводство)
Млинкі (пол. Młynki) — село в Польщі, у гміні Водине Седлецького повіту Мазовецького воєводства.
Населення — 116 осіб (2011).
У 1975-1998 роках село належало до Седлецького воєводства.

## Демографія
Демографічна структура станом на 31 березня 2011 року:
|          | Загалом | Допрацездатний вік | Працездатний вік | Постпрацездатний вік |
| -------- | ------- | ------------------ | ---------------- | -------------------- |
| Чоловіки | 58      | 8                  | 37               | 13                   |
| Жінки    | 58      | 15                 | 27               | 16                   |
| Разом    | 116     | 23                 | 64               | 29                   |